# Kostusin (Rzęgnowo)
Kostusin – przysiółek wsi Rzęgnowo, położony w Polsce, w województwie mazowieckim, w powiecie mławskim, w gminie Dzierzgowo. Podlega sołectwu Rzęgnowskie.
Wierni Kościoła rzymskokatolickiego należą do parafii św. Macieja w Pawłowie Kościelnym.
W latach 1975–1998 miejscowość administracyjnie należała do województwa ciechanowskiego. Od 1999 roku administracyjnie należy do powiatu mławskiego.